# Briefbund (Kommunikationsform)

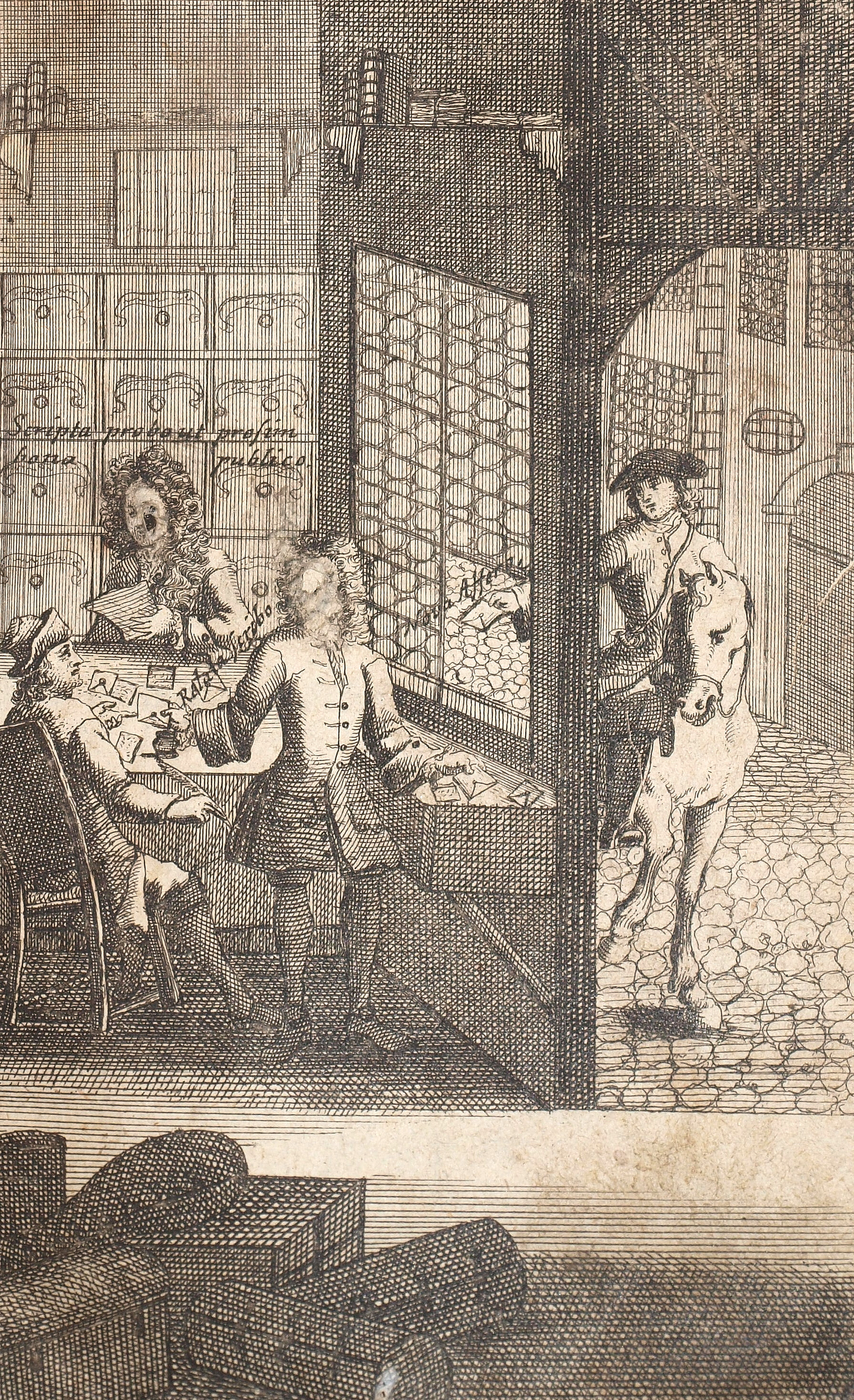
Ankunft eines Postreiters an einer Poststation, 1713

Ein Briefbund – bisweilen auch als Briefzirkel bezeichnet – ist ein Mittel zum Austausch von Informationen, Gedanken und Kontakten innerhalb einer geschlossenen Gruppe (Bund, Geheimbund), der mit Hilfe von üblicherweise gleichzeitig verschickten Briefen (Rundbriefen) mit meist identischem Inhalt vonstattengeht. Dementsprechend reichte die große Zeit der Briefbünde ungefähr vom 18. bis zur Mitte des 20. Jahrhunderts. Genau wie später bei Mailinglisten im Internet waren auch bei Briefbünden sowohl Modelle multidirektionaler Kommunikation zwischen eher gleichberechtigten Teilnehmern als auch Modelle mit meist unidirektionaler Kommunikation als Verteiler von Nachrichten einer einzelnen Quelle möglich. Da die Kommunikation in Briefbünden nach außen hin abgeschirmt war, waren sie besonders geeignet zur geheimen Entwicklung, Diskussion und Verbreitung sozialer, politischer, religiöser oder künstlerischer Ideen. Etwa seit Anfang des 20. Jahrhunderts wurden jedoch immer mehr „Briefbünde“ gegründet, die ausschließlich der Partnersuche und/oder Eheanbahnung dienten. Auch wenn es in diesen Fällen keinen „Bund“ mehr gab, der die Gruppe einte und es nicht mehr um den Austausch von Gedanken innerhalb der gesamten Gruppe ging, wurden diese Einrichtungen verschleiernd als Briefbund (im Sinne einer Partnerbörse) bezeichnet. Dies lag daran, dass eine Partnersuche über Kontaktanzeigen damals noch weitgehend tabuisiert war und der Begriff „Briefbund“ von seinem Ursprung her traditionell das Element der Abschirmung und Geheimhaltung in sich trug. Das Aufkommen des Internets mit seinen zahlreichen Möglichkeiten zu Diskussionen in geschlossenen Gruppen sowie seinen Online-Singlebörsen beendete die Zeit der Briefbünde.

## Ursprünge

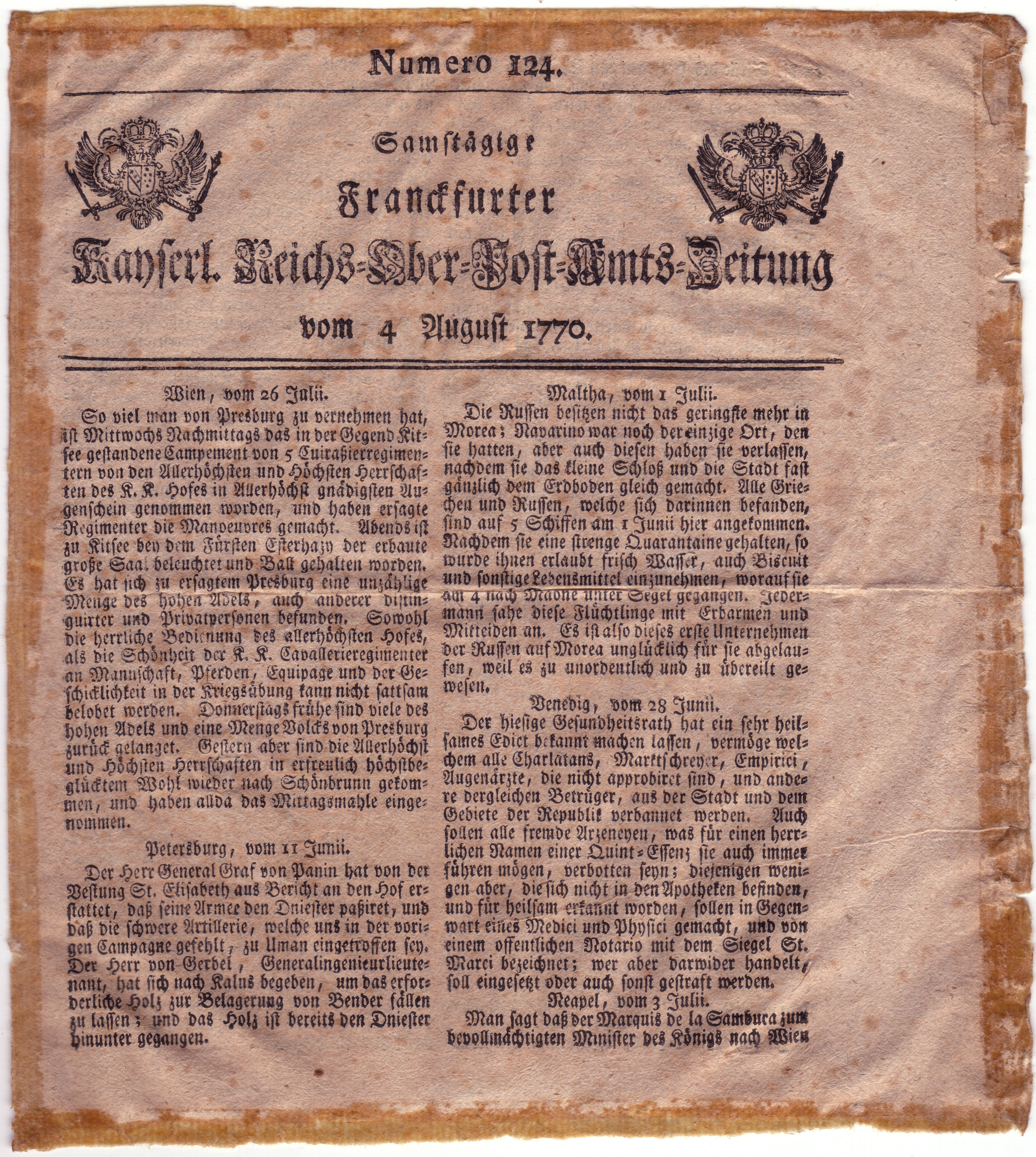
Samstägige Franckfurter Kayserl. Reichs-Ober-Post-Amts-Zeitung (Titelseite), 1770

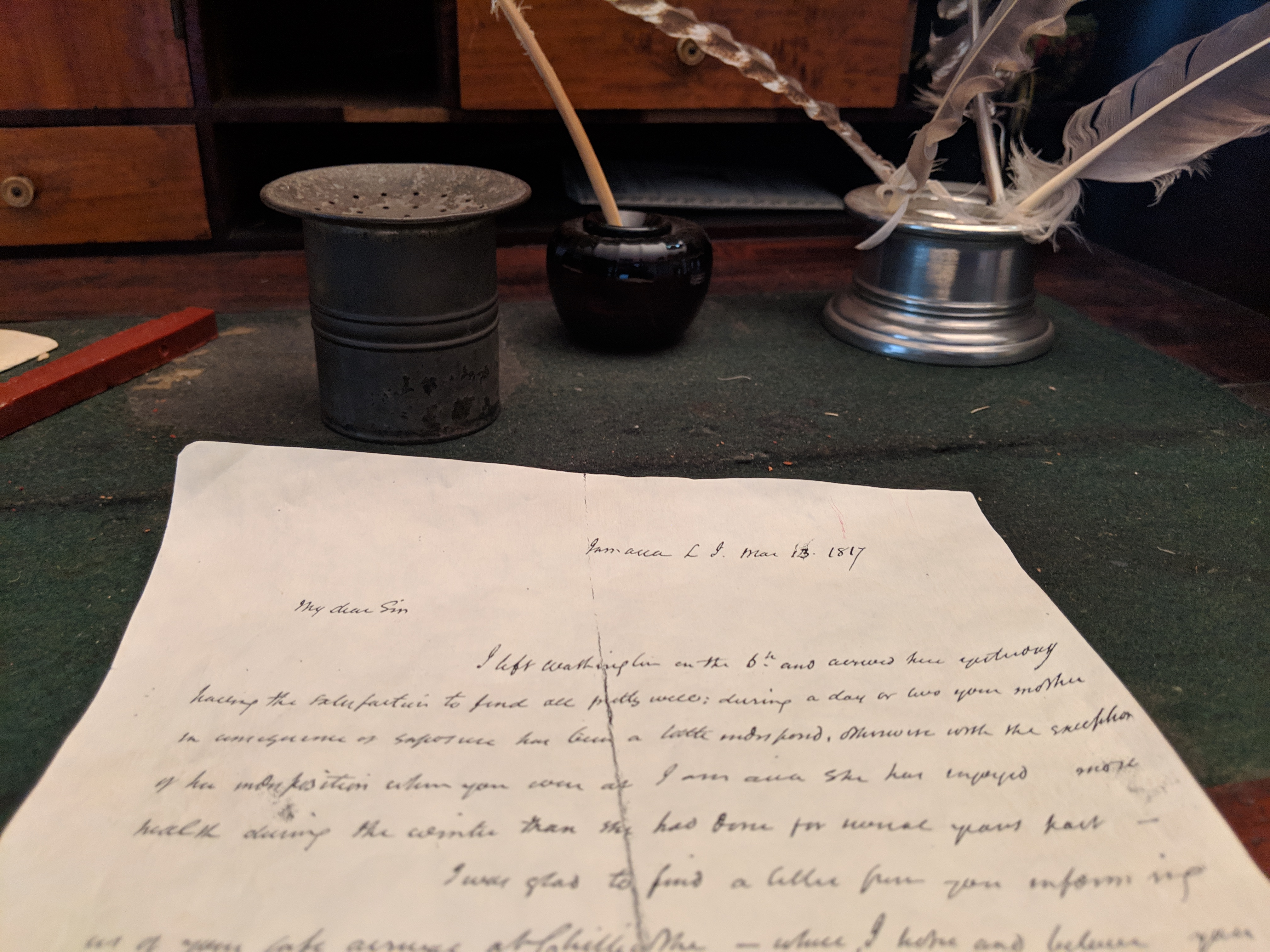
Brief mit typischen Schreibwerkzeugen um 1800

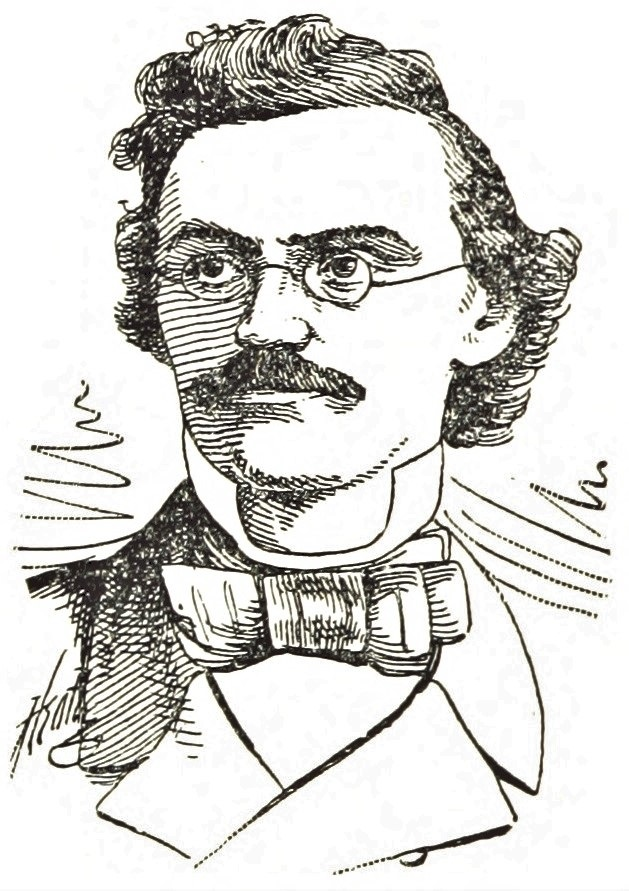
Carl Schurz als Beispiel für zahlreiche revolutionär gesinnte junge Männer des frühen 19. Jahrhunderts

Zwar gab es in Mitteleuropa bereits seit dem 15. Jahrhundert ein schlichtes öffentlich zugängliches Postsystem, doch wurde dieses zunächst nur von kleinen Teilen der Gesellschaft genutzt, die des Schreibens kundig waren und genügend Zeit und Geld zum Versenden schriftlicher Nachrichten hatten. Hinsichtlich der Kommunikationsform „Einer an Viele“ entstanden alsbald Einrichtungen wie z. B. Flugblätter, Flugschriften und Postzeitungen. Während erstere in der Regel kostenlos verteilt wurden und meist entstanden, um die Meinung ihrer Leser zu beeinflussen, hatten die Postzeitungen den Anspruch, mehr oder weniger objektiv zu informieren. Hier waren professionelle Redakteure tätig, und man war auf Einnahmen angewiesen. Somit waren die Postzeitungen, die durch Postillone zum Teil überregional verteilt wurden, vergleichbar mit der auch heute noch verbreiteten Form einer auf dem Versandweg gegen Geld zu beziehenden Zeitschrift. Bei der Kommunikation an oder in Gruppen war allerdings zu beachten, dass bis ins 19. Jahrhundert Bücher und sonstige Publikationen einer Zensur durch die Obrigkeit unterlagen. Zur Entwicklung geheimer oder gar revolutionärer Ideen waren daher weder Flugschriften noch Zeitungen geeignet.
Ab dem Zeitalter der Aufklärung, also etwa ab dem 18. Jahrhundert, bildeten sich vermehrt Geheimbünde und Geheimgesellschaften, die abgeschirmt von Kirche, Staat und Öffentlichkeit Ideen zu mehr oder weniger drastischen Veränderungen der Gesellschaft entwickelten. Um sich vor staatlichen Eingriffen, Repressalien und Verboten zu schützen, erfolgte der gruppeninterne Gedankenaustausch nur auf persönlichen Treffen und/oder über den Versand von Briefen. Zur Tarnung gegenüber der Postzensur nutzte man beim Versand der Massenbriefe zum Teil Sympathisanten, die keine Mitglieder waren und der Zensur noch nicht aufgefallen waren, den Ideen aber wohlwollend gegenüberstanden und z. B. durch ihre Berufe größere Mengen Post unauffällig auf den Weg bringen konnten.
Ein Beispiel für einen solchen revolutionär orientierten Briefbund („geheime Korrespondenzgesellschaft“) ist die Deutsche Union, die von Karl Friedrich Bahrdt (1740–1792) kurz vor der Französischen Revolution ins Leben gerufen und geleitet wurde. Die Verteilerliste dieses Briefbundes, die natürlich geheim bleiben musste, umfasste mehrere Hundert Personen. Aufgenommen wurde man in der Regel nur auf Empfehlung oder nach persönlichem Kennenlernen durch den Leiter oder enge Vertraute von ihm, zusätzlich oder alternativ auch auf ein Schreiben, in dem man seine politische Gesinnung darlegen sollte. Auf diese Weise trat beispielsweise 1788 der aufklärerisch und paneuropäisch orientierte Gelehrte Abraham Jakob Penzel (1749–1819) der Deutschen Union bei. Das Erstarken des Bürgertums nach der Französischen Revolution, der langsam wachsende Bildungsstand und Wohlstand auch nicht-adliger Schichten und das zunehmende Aufkommen sozialkritischer oder gar revolutionärer Ideen bildete einen idealen Nährboden für Briefbünde.

## Entwicklung im 20. Jahrhundert
Mit der weitgehenden Aufhebung der Zensur, zunehmender Pressefreiheit, dem langsamen Entstehen einer pluralistischen Gesellschaft und einfacheren Reisemöglichkeiten sank im 20. Jahrhundert der Bedarf an Briefbünden. Der Begriff wurde jedoch wie oben erwähnt von Partnervermittlungs-Instituten weitergenutzt. Dennoch gab es weiterhin Spezialgebiete, in denen sich Menschen abgeschirmt von der Öffentlichkeit in geschlossenen Gruppen schriftlich austauschen wollten und Briefbünde bildeten. Nachfolgend drei Beispiele in zeitlicher Reihenfolge:
- 1919 gründete Bruno Taut die Gläserne Kette, trotz ihres nur gut einjährigen Bestehens einer der heute berühmtesten Briefzirkel für Architekten und Künstler.[1]
- 1934 bis 1945 bestand ein geheimer Briefbund zwischen etwa zwölf vor der NS-Diktatur ins Exil geflüchteten führenden Psychoanalytikern rund um Otto Fenichel, die sich in ihrer neuen Umgebung nicht zu progressiv zeigen durften, dabei aber im Untergrund radikalere wissenschaftliche Ideen und ihr gesellschaftskritisches Denken weiterführten.[2][3]
- In den 1980er-Jahren betrieb der Bund der Schwerhörigen und Spätertaubten Nürnberg e.V. den Briefzirkel Lieselott zwecks Austausch und Kommunikation seiner Mitglieder, denen das gesprochene Wort als Medium nicht zur Verfügung stand.[4]

Mit der Verbreitung des Internet in den 1990er-Jahren ergaben sich zahlreiche neue, überaus preiswerte, schnelle und einfache Möglichkeiten zur Kommunikation innerhalb von geschlossenen Gruppen, so dass klassische Briefbünde weitestgehend obsolet wurden.